# No Name (Slowaakse band)
No Name is een Slowaakse poprockband uit Košice. De band is in 1996 opgericht door de broers Igor, Ivan en Roman Timko en Villiam Gutray. De jongste broer Timko, Dušan is later pas bij de band gevoegd.

## Bandleden

### Huidige bandleden
- Zoltán Šallai – Keyboard
- Dušan Timko
- Igor Timko – Zang
- Ivan Timko
- Roman Timbo
- Pavol Jakab

### Voormalige bandleden
- Marián Čekovský - Keyboard
- Villiam Gutray

## Discografie

### Studioalbums
- 1998 – No Name
- 2000 – Počkám si na zázrak
- 2001 – Oslávme si život
- 2003 – Slová do tmy
- 2005 – Čím to je
- 2008 – V rovnováhe
- 2011 – Nový album
- 2016 – S láskou

### Livealbums
- 2006 – No Name Tour 2006 - Live In Prague
- 2014 – No Name G2 Acoustic Stage
- 2016 – 20 Rokov No Name
- 2018 – Acoustic Tour

### Compilatiealbums
- 2009 – Best of
- 2012 – Love Songs
- 2017 – 1998–2018